# Disidentificazione
In psicologia, per disidentificazione si intende quel particolare stato emotivo in cui viene ad annullarsi, o è già del tutto assente, qualsiasi identificazione egoica. Concettualmente, è ciò che si oppone all'ossessione identitaria.

## Significato filologico
Secondo la psicoanalisi occidentale, il concetto di unicità può assumere accezione positiva quanto negativa, tutto in funzione della persona e del contesto a cui essa si riferisce: caso più frequente è il secondo, in cui il dominio delle singole persone viene percepito dalle stesse come se fosse (stato) destituito da un'autorità esterna, con conseguente idea di depersonalizzazione; caso singolare è quello dovuto all'assuefazione da sostanze stupefacenti, dove l'interessato si realizza poi come se fosse stato "rapito dalla droga". Ciò non è da confondersi con la disidentificazione, che nella sua definizione più accurata si accosta più propriamente ai risultati delle pratiche meditative, ed è volta a una più profonda comprensione dell'Io: finché il soggetto non si identifica più nella percezione che la sua mente ha di sé.
Questo è anche il fine a cui si ispirano i voti di numerose religioni orientali. A un livello di comprensione iniziale si sperimenta uno stato di rilassamento, dal quale poi si ascende verso la disidentificazione "in atto" attraverso una meditazione più avanzata: questo stato può essere raggiunto solo se non subentrano scismi improvvisi, che riportano il soggetto meditante a un'identificazione in un'idea di sé elaborata dalla psiche (dello stesso o altrui).

## Origine e rapporti semantici
Da un punto di vista semantico, "disidentificazione" non è da fraintendersi con "altruismo", in quanto il nesso logico tra i due termini non implica necessità. Inoltre, mentre nello stato d'animo altruistico si configura la tendenza ad appagare e avvantaggiare gli altri più che sé stessi (benché, più esattamente, si tratti di un processo a rimando positivo), la disidentificazione suggerisce piuttosto una condizione per cui la persona si pone in maniera ortogonale tanto rispetto a questo atteggiamento quanto all'egoismo (senza che però si escludano possibili benefici per sé o per gli altri), ossia una posizione tale che qualsiasi definizione del sè perde subito quel valore ontologico arbitrariamente attribuitogli. Del resto, egotismo e solipsismo sono le antinomie filologicamente più corrette per "disidentificazionismo".